# Geneviève Fraisse

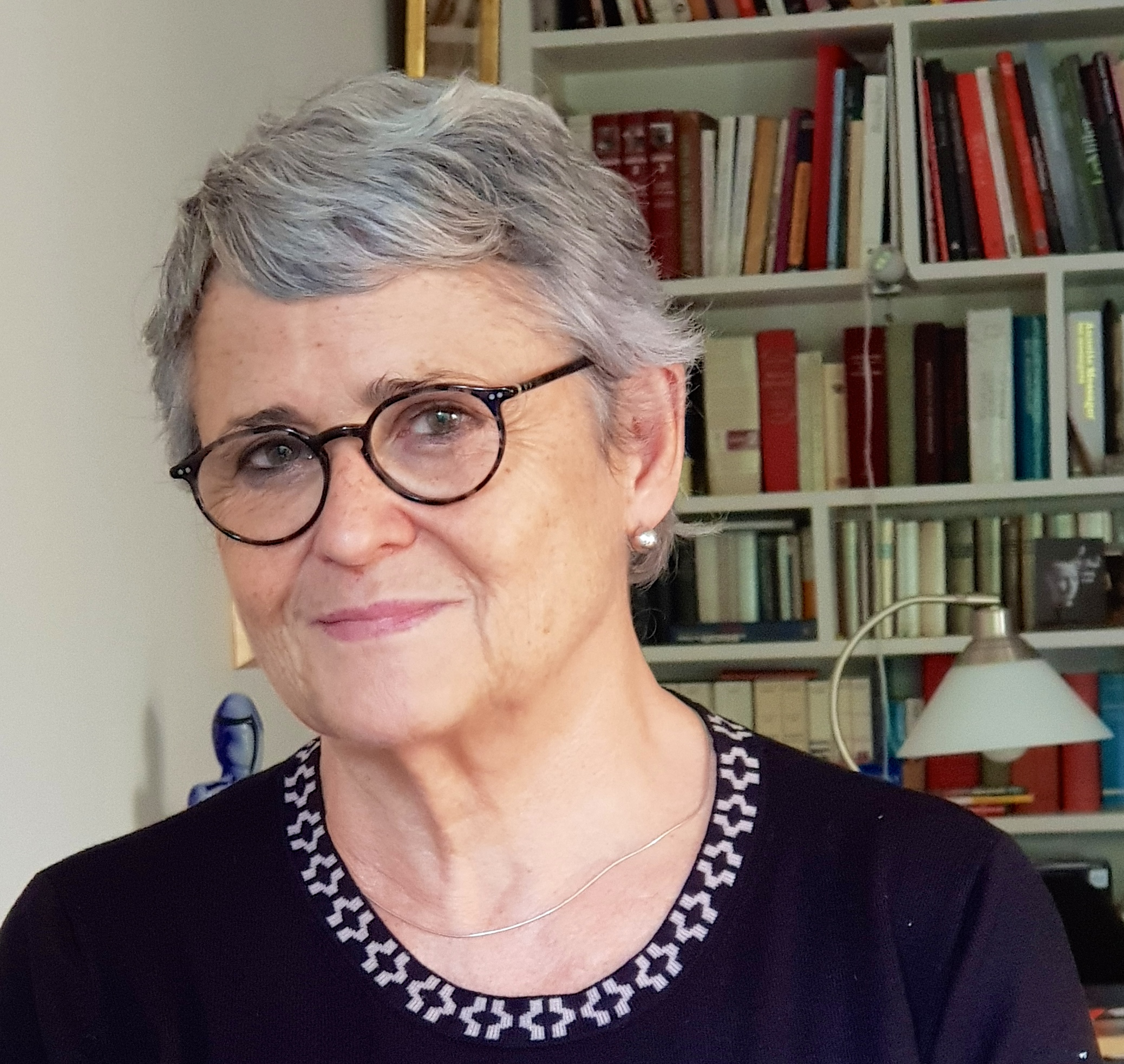
Geneviève Fraisse, 2017

Geneviève Fraisse (* 7. Oktober 1948 in Paris) ist eine französische Philosophin, Autorin, Historikerin und Politikerin.

## Leben
Ihre Eltern waren Paul Fraisse und Simone Fraisse, die beide Universitätsprofessoren an der Sorbonne in Paris waren. Fraisse studierte Philosophie in Paris. Fraisse ist Forschungsdirektorin emeritus des CNRS. Als Autorin verfasste sie mehrere Werke. Sie forscht aus epistemologischer und politischer Sicht zur Geschlechterkontroverse und orientiert sich dabei an drei Denkachsen: Die Entstehung der Demokratie, die Emanzipationskonzepte von Frauen und die philosophische Problematisierung des Begriffs „Geschlecht“.
Sie war von 1999 bis 2004 Abgeordnete im Europäischen Parlament. Sie war Mitglied der Konföderalen Fraktion der Vereinigten Europäischen Linken/Nordische Grüne Linke. Im Parlament war sie Mitglied im Ausschuss für Kultur, Jugend, Bildung, Medien und Sport, im Ausschuss für die Rechte der Frau und Chancengleichheit, in der Delegation für die Beziehungen zu den Vereinigten Staaten und im Nichtständigen Ausschuss für Humangenetik und andere neue Technologien in der modernen Medizin.

## Werke (Auswahl)

### Deutsch
- Geschlecht und Moderne, Frankfurt am Main : Fischer-Taschenbuch-Verl., 1995, Orig.-Ausg.
- Geschlechterdifferenz - Tübingen : Ed. diskord, 1996
- Geschichte der Frauen / 4. 19. Jahrhundert / hrsg. von Geneviève Fraisse und Michelle Perrot, Campus-Verl. 1994, (2012).
- Das Einverständnis: Vom Wert eines politischen Begriffs, Turia + Kant, Wien, 2018.

### Französisch
- Femmes toutes mains, Essai sur le service domestique, Seuil, 1979 ; nouvelle édition augmentée : Service ou servitude, Essai sur les femmes toutes mains, Le Bord de l'eau, 2009
- Clémence Royer, philosophe et femme de science, La Découverte, 1985, réédition 2002
- Muse de la raison, Démocratie et exclusion des femmes en France, Alinea 1989, Folio Gallimard, 1995, 2017
- Histoire des femmes en Occident. Vol. IV, xixe siècle, co-édité avec Michelle Perrot, sous la direction de Georges Duby et Michelle Perrot, Plon, 1991, Tempus, 2002
- La Raison des femmes, Plon, 1992, partiellement repris dans Les Femmes et leur histoire
- La Différence des sexes, PUF, 1996, repris dans À côté du genre : sexe et philosophie de l'égalité
- Les Femmes et leur histoire, Folio Gallimard, 1998, 2019, reprise partielle de La Raison des femmes, et autres textes
- Deux femmes au royaume des hommes, avec Roselyne Bachelot-Narquin et la collaboration de Ghislaine Ottenheimer, Hachette Littérature, 1999
- La Controverse des sexes, PUF, 2001, repris dans À côté du genre : sexe et philosophie de l'égalité
- Les Deux Gouvernements : la famille et la cité, Folio Gallimard, 2000, 2019
- Le Mélange des sexes, Gallimard jeunesse, 2006
- Du consentement, Seuil, 2007, édition augmentée d'un épilogue, "Et le refus de consentir ?", 2017
- Le Privilège de Simone de Beauvoir, Actes Sud, 2008 ; édition augmentée Folio Gallimard, 2018
- L’Europe des idées suivi de Touriste en démocratie : chronique d'une élue du Parlement européen, 1999-2004 (avec Christine Guedj), L’Harmattan/France Culture, 2008, 353 p.
- À côté du genre : sexe et philosophie de l'égalité, Le Bord de l'eau, 2010, reprise de La Différence des sexes, La Controverse des sexes et autres textes
- La Fabrique du féminisme : textes et entretiens, Le Passager clandestin, 2012, édition de poche 2018
- Les Excès du genre, concept, image, nudité, Lignes, 2014, édition augmentée, Seuil, 2019
- La Sexuation du monde, Réflexions sur l'émancipation, Presses de Sciences Po, 2016
- La Suite de l'Histoire, actrices, créatrices, Seuil, 2019
- Féminisme et philosophie, Folio Gallimard, 2020
- Le féminisme, ça pense !, CNRS Éditions, 2023
- L’égalité sans retour, CNRS Éditions, 2024